# حيدر الشيباني
حيدر الشيباني (بالفرنسية: Haidar Al-Shaïbani)‏ وهو لاعب كرة قدم كندي ولد في يوم 31 مارس 1984 في مدينة سطيف في الجزائر وهو من والد عراقي وأم أوكرانية كما أنه لعب مع منتخب كندا لكرة القدم بمركز حراسة المرمى ولعب في أندية لندن سيتي وأستورس فاساس في كندا ومع نادي نيم ولي بوي فووت في فرنسا ويبلغ طول اللاعب 183 سم.

## روابط خارجية
- حيدر الشيباني على موقع رابطة كرة القدم الفرنسية للمحترفين (الإنجليزية)
- حيدر الشيباني على موقع قاعدة بيانات كرة القدم.إي يو (الإنجليزية)
- حيدر الشيباني على موقع ناشيونال فوتبول تيمز (الإنجليزية)
- حيدر الشيباني على موقع Soccerway.com (الإنجليزية)
- حيدر الشيباني على موقع عالم كرة القدم.نت (الإنجليزية)